# Salvo Pogliese
Salvatore (Salvo) Domenico Pogliese (ur. 3 marca 1972 w Katanii) – włoski polityk, wiceprzewodniczący Sycylijskiego Zgromadzenia Regionalnego, poseł do Parlamentu Europejskiego VIII kadencji, parlamentarzysta krajowy.

## Życiorys
Absolwent ekonomii na Uniwersytecie w Katanii, pracował jako doradca podatkowy. Działalność polityczną rozpoczął w ramach organizacji młodzieżowej Włoskiego Ruchu Społecznego. Następnie został członkiem Sojuszu Narodowego. Był radnym Katanii i asesorem w administracji prowincji Katania.
W 2004 z listy AN został wybrany do sycylijskiego parlamentu XIV kadencji. W 2008 i w 2012 uzyskiwał reelekcję z ramienia Ludu Wolności na XV i XVI kadencję. W wyborach w 2014, startując jako kandydat Forza Italia, uzyskał mandat eurodeputowanego.
W 2018 został natomiast wybrany na urząd burmistrza Katanii, odchodząc w konsekwencji z Europarlamentu. W 2019 zrezygnował z członkostwa w FI. W 2020 był czasowo zawieszony na urzędzie burmistrza, ostatecznie sprawował go do 2022. W tym samym roku jako kandydat partii Bracia Włosi wszedł w skład Senatu XIX kadencji.